# Oblast da Crimeia
Pronunciação

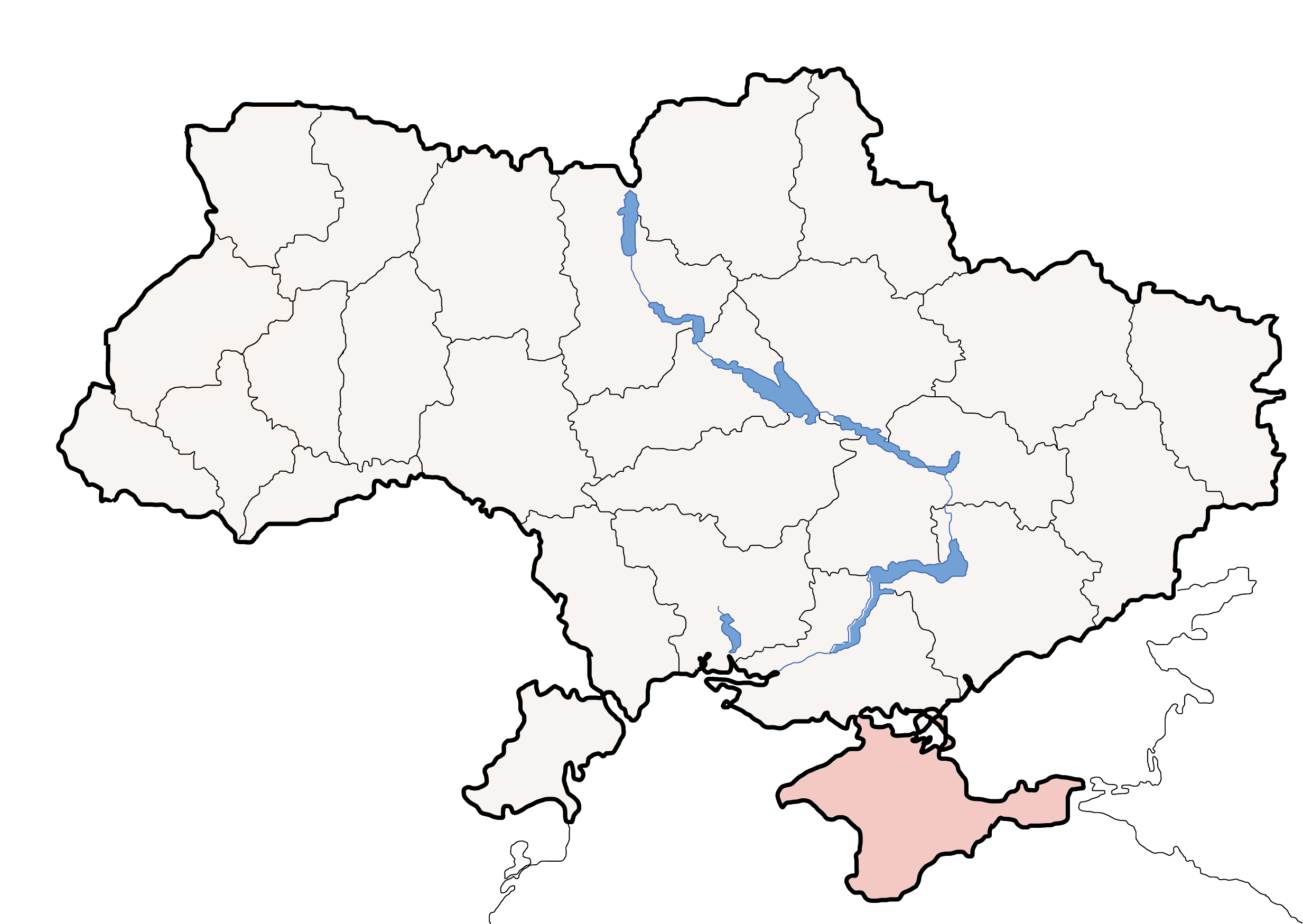
Localização do Oblast da Crimeia

Oblast de Crimeia (em ucraniano:  Кримська область Kryms’ka oblast’ ; em russo:  Крымская область Krymskaya oblast’  em tártaro da Crimeia:  Qırım vilâyeti) foi uma oblast (província) da antiga República Socialista Federativa Soviética da Rússia (1945-1954) e da República Socialista Soviética da Ucrânia (1954- 1991) dentro da União Soviética. Sua capital era a cidade de Simferopol.

## História
O Oblast da Crimeia substituiu a República Autônoma Socialista Soviética da Crimeia em 30 de junho de 1945. O Oblast foi transferido da russo RSFS da Rússia para a RSS da Ucrânia em 19 de fevereiro de 1954. Sevastopol era uma cidade fechada devido a sua importância como o porto da Frota do Mar Negro e uniu-se ao Oblast crimeano somente em 1978.
Após um referendo realizado em 20 de janeiro de 1991, o Oblast da Crimeia foi recebeu de volta seu estatuto pré-Segunda Guerra Mundial da República Autônoma Socialista Soviética da Crimeia em 12 de fevereiro de 1991, pelo Soviete Supremo da RSS da Ucrânia.
Em 1992, a República Socialista Soviética Autônoma foi transformada na República Autônoma da Crimeia na Ucrânia, à exceção da cidade de Sevastopol, cujo estatuto, uma vez mais devido à sua importância estratégica como o porto da Frota do Mar Negro, era tratada como uma "cidade com estatuo especial" na Ucrânia.